# Barthout van Assendelft
Barthout van Assendelft (* um 1440, Ort unbekannt; † nach 1502 in Den Haag (?)) war ein holländischer Edelmann und der erste Landesadvokat (Ratspensionär) der damaligen Grafschaft Holland.
Van Assendelft, benannt nach der im Besitz seiner Familie gelegenen Ambachtsherrlichkeit Assendelft, war womöglich ein naher Verwandter von Barthout van Assendelft Willemsz, Herr von Vlieland und Veenhuizen. Er erfüllte diverse Ämter wie das eines Hofmeisters am Hof des burgundischen Herzogs Philipp dem Guten und das eines Schepen (Schöffe) von Haarlem. Barthout van Assendelft studierte an der Universität von Löwen (1453) sowie zwischen den Jahren 1455 und 1456 an der Universität von Paris. Im Jahre 1462 promovierte er an der Universität von Ferrara zum Doktor der Rechte.
Nach seiner Rückkehr nach Holland wurde er im Jahre 1468 mit dem Amt eines stadsadvocaat (Stadtrichter) von Leiden betraut. Dieses Amt hatte er bis in das Jahr 1477 inne, um im Jahre 1480 auf Initiative der holländischen Ritterschaft in den Staaten von Holland und Westfriesland als erster Landesadvokat Hollands angestellt zu werden. Als Vorbild diente das städtische, in den frühen Niederlanden gängige, Amt des Pensionaris. Bis zum Aufstand der Vereinigten Provinzen im Jahre 1572 hatte dieses Amt noch nicht die staatstragende Bedeutung wie im Goldenen Jahrhundert.
Assendelfts erste Amtszeit dauerte bis 1489, seine zweite erfüllte er zwischen den Jahren 1494 und 1497. Im Jahre 1489 war er auch als Procuereur-generaal am Hof van Holland, Seeland und West-Friesland tätig; er wurde aber noch im selben Jahr wegen Missständen aus diesem Amt entlassen.

## Quelle
- Inventaris van het archief van de Ridderschap en Edelen (niederländisch)
- Staten van Holland voor 1572 (niederländisch)